# Ordensreformen

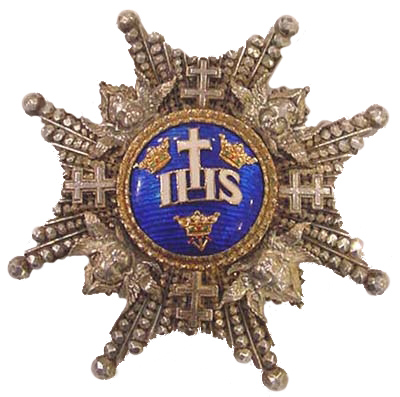
Serafimerordens kraschan

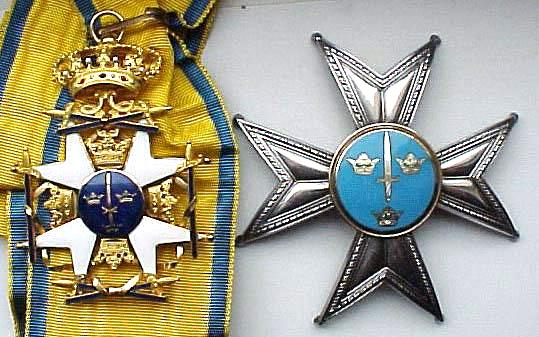
Svärdsordens ordenstecken och kraschan

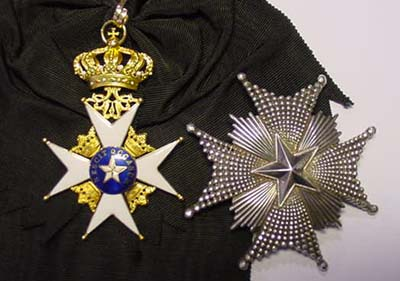
Nordstjärneordes ordenstecken och kraschan

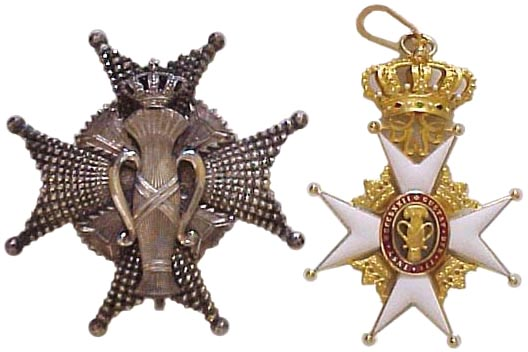
Vasaordens ordenstecken och kraschan

Ordensreformen var den process mellan år 1969 och 1974 då Sveriges riksdag beslutade att revidera utdelandet av de kungliga ordnarna som del av det statliga belöningssystemet. I och med reformen upphörde utdelningen av ordnar till svenska medborgare helt (med undantag av Carl XIII:s orden, vilken alltjämt kunde utdelas till svenska frimurare).
Belöningsreformen från 2023 upphävde restriktionen mot att utdela de kungliga ordnarna till svenska medborgare utanför kungafamiljen.

## Bakgrund
De nuvarande svenska ordnarna instiftades 1748, vilket var senare än exempelvis England med sin Strumpebandsorden (1348), Frankrike med Helgeandsorden (1578) och Danmark med Elefantorden (1693). Dock hade svenska ordnar funnits sedan mitten på 1500-talet då Erik XIV redan 1561 instiftade Salvatorsorden vilken följdes av Johan III med Agnus Dei orden och Karl IX med Jehovaorden. Den sista svenska orden innan 1748 var Jesu namns orden som instiftades av Karl X Gustav 1656. Dessa ordnar överlevde dock inte sina stiftare, förutom Jesu namns orden som fanns kvar under Karl XI:s regering. Detta var heller inget onormalt i Europa, exempelvis har den danska Elefantorden förekommit under olika former sedan 1400-talet.
1747 bad riksdagen kung Fredrik I inrätta tre ordnar: Serafimerorden som ansågs vara en återupplivad orden som tar sin grund i de ovan nämnda svenska riddarordnarna, samt Svärds- och Nordstjärneorden för att belöna högre civila och militära statstjänstemän. År 1772 instiftade Gustav III Vasaorden, denna orden var fri, vilket betydde att den var öppen för alla oavsett samhällsklass, samt att den kunde utdelas för övriga samhällsinsatser.

## Reformen
Ordensutdelandet var sedan länge omdiskuterat och ifrågasatt. I nionde bandet av Carl Georg Starbäcks och Per Olof Bäckströms Berättelser ur svenska historien (1886) kan man läsa: "För öfrigt sökte konungen [Gustav III] genom (…) frikostigt utdelande af ordnar åt presterskapet tillfredsställa dess fåfänga, i likhet med hvad som skedde i afseende å adeln". År 1897 utgav den frisinnade tidningsmannen Axel Svenson skriften Ordens-humbugen, i vilken han hårt kritiserade ordensväsendet och krävde dess avskaffande. I Nordisk familjeboks tjugonde band (1914) skrev man:
| ” | Ordensförläningar kunna vara af både godo och ondo. De kunna åt de makthafvande – och ej blott de inhemske – vinna och binda anhängare, såsom väl afsikten ursprungligen var; de kunna vara en uppmuntran för förtjänstfullt arbete, som ej i makt eller penningar får någon belöning; de kunna sporra ärelystnaden att gagna det allmänna genom verksamhet och gåfvor, men de kunna också uppamma lycksökeri och kryperi. | „ |

Förslag om ordensväsendets avskaffande hade vid en rad tillfällen debatterats i riksdagen; 1869, 1911, 1912, 1913, 1917, 1919, 1920, 1927, 1928 och 1947. Riksdagen ansåg sig dock inte vara behörig att besluta i frågan eftersom ordnarna var knutna till statschefen personligen. I samband med utredningen av en ny regeringsform beslutade riksdagen att ge grundlagsberedningen uppdrag att se över systemet. Allmänna beredningsutskottet anförde i sitt förslag att:
| ” | Ordensväsendet har sitt ursprung i äldre tiders samhällssystem, och principerna för utdelning av ordnar som belöning för samhällsinsatser kan svårligen förenas med nutida demokratiskt betraktelsesätt. Utskottet ser därför med tillfredsställelse att åtgärder företagits för att avveckla ordnar som en statlig belöning för offentlig tjänst. | „ |

Utdelningen av ordnar var baserad på en uppdelning mellan högre och lägre tjänster inom stat och kommun. Det var endast innehavare av högre tjänster som kunde erhålla en ordensutmärkelse, medan statsanställda som inte var berättigad till en dylik i stället erhöll medaljen För nit och redlighet i rikets tjänst. Normalt var lönegrad A25 den lägsta ordensberättigade lönegraden och kvalifikationstiden var där i regel 20 år. I allmänhet var den tid som krävdes för att erhålla en ordensutmärkelse kortare ju högre tjänsten var och för vissa högre tjänster ställdes över huvud taget inga krav på kvalifikationstid. Även inom den personalkategori som erhöll ordnar fanns en långt driven differentiering med hänsyn till de anställdas tjänsteställning. Ordensväsendet ansågs återspegla en gången tids samhällssyn genom att det gav uttryck för värderingar av samhällsinsatser enbart med hänsyn till tjänsteställning.
Vidare anfördes att de svenska ordensutnämningarnas antal efterhand ökat kraftigt. År 1971 ägde 1 240 ordensutnämningar rum, varav 900 inom Nordstjärneorden, och det totala antalet ordensinnehavare uppskattades 1973 till drygt 24 000. Detta var mycket högt i jämförelse med exempelvis i Danmark, där omkring 200 ordensdekorationer utdelades årligen och i Norge endast omkring 60. Stora kategorier av medborgare, som enligt gällande system var berättigade att erhålla en orden, avböjde också att ta emot en dylik. Detta tolkades som att ordensväsendet förlorat sin funktion att uttrycka värdering av medborgarnas insatser och att inte längre fanns någon grund för statens medverkan i ordensärenden.
Flertalet remissinstanser tillstyrkte eller lämnade förslaget om införande av ett enhetligt belöningssystem för statsanställda och ordensväsendets avskaffande utan erinran. Dit hörde personalorganisationerna Tjänstemännens centralorganisation (TCO), Statstjänstemännens Riksförbund (SR), Sveriges akademikers centralorganisation (SACO) och Statsanställdas förbund (SF). Till de mer negativa hörde Ordenskanslersämbetet och Riksmarskalksämbetet som, även om man inte hade några invändningar mot en avveckling av tjänsteordenssystemet, ansåg att ett reformerat ordensväsende borde bevaras. Ordenskanslersämbetet utarbetade också ett preliminärt förslag som skulle innebära ett återhållsamt utdelande av fria ordnar till särskilt förtjänta medborgare.
I promemorian Ordnar och medaljer (Ds Fi 1972:5) föreslog statsrådsberedningen och finansdepartementet att För nit och redlighet i rikets tjänst i form av medalj eller armbandsur skulle bli en ny enhetlig belöning för statsanställda. Samtidigt skulle statsmyndigheternas befattning med alla ordensutmärkelser till svenska medborgare upphöra. Grundlagsberedningen ansåg det vara uteslutet att statschefen skulle befatta sig med utdelning av ordnar såsom belöning för insatser i offentlig tjänst om statsmakterna upphörde att befatta sig med ordensfrågor. Med hänsyn till sambandet mellan ordnar för skilda samhällsinsatser skulle en annan konsekvens bli att statschefen inte heller befattade sig med utdelning av ordnar som belöning för insatser i det svenska samhället utanför den offentliga tjänsten.
I betänkande 1973:27 från konstitutionsutskottet, angående "ändrat belöningssystem för statsanställda m.fl." föreslogs därför att inga svenska medborgare längre skulle tilldelas de kungliga ordnarna, att Svärdsorden och Vasaorden lades i vila och Serafimerorden och Nordstjärneorden endast disponeras av kungahuset. Beslutet fastställdes och systemet upphörde 1 januari 1975.
En ideell förening, Svenska Ordensföreningen, med syfte att upphäva ordensreformen bildades 2012.

## Administration av ordensväsendet enligt dåvarande kungörelse
Enligt den numera avskaffade ordenskungörelsen administrerades utdelningen av Serafimer- och Nordstjärneordnarna av ordenskapitlet vid Kungl. Maj:ts orden, där konungen var stormästare, i enlighet med de ordensstadgar som regeringen godkände. Regeringen beslutade vilka utlänningar som kunde tilldelas ordnar men ordenskapitlet kunde utan regeringens förord förläna ordnar till medlemmar av Sveriges kungahus. Denna ändring skedde 1995 eftersom regeringen ansåg att framtida monarker skulle kunna bära de ordnar som de själva delar ut.

## Riksdagsmotioner om ordensreformens hävande
Det har sedan ordensväsendet förklarades vilande ett antal gånger föreslagits att det åter skulle tagas i bruk. Efter en lobbykampanj via e-mail till alla riksdagsledamöter initierad av Jonas Arnell föreslog den kristdemokratiska riksdagsledamoten Inger Davidson i en motion till riksdagen 1999 (1999/2000:K241) :
1. att riksdagen som sin mening ger regeringen till känna vad i motionen anförts om att ordensreformen från 1974 skall upphävas
2. att riksdagen som sin mening ger regeringen till känna vad i motionen anförts om att en översyn av hela det statliga belöningssystemet bör genomföras

Motiveringen löd bl.a: Ett framgångsrikt arbete som haft stor betydelse för många människors liv och kanske för hela samhället förtjänar uppskattning. Att alla inte kan komma ifråga borde inte vara en tillräcklig anledning att helt och hållet avstå från att belöna och uppmuntra välförtjänta svenska medborgare inom olika samhällssektorer.
Då ärendet behandlades i konstitutionsutskottet 2000 avstyrktes förslaget med hänvisning till tidigare avstyrkandet i ärendet, bl.a. med motiveringen:
1. 1975 års reformering av det svenska belöningssystemet föregicks av ett grundligt beredningsarbete och att konstitutionsutskottet (bet.1973:KU27) framhöll att det belöningssystem som då tillämpades återspeglade en gången tids samhällssyn genom att ge uttryck för värderingar av samhällsinsatser enbart med hänsyn till tjänsteställning
2. ordnarna kan inte anses fylla sin uppgift när det gällde att belöna viktiga samhällsinsatser
3. reformen stöddes också av de personalorganisationer som företrädde det övervägande antalet statsanställda

Utskottet konstaterade i sitt avstyrkande att de faktorer som låg till grund för avskaffandet av ordensväsendet år 1975 fortfarande ägde giltighet. 
Sedan Jonas Arnell anställts vid KD:s riksdagskansli 2000 motionerade olika kristdemokratiska riksdagsledamöter på hans underlag 2000–2001, 2004–2007, 2009–2011 och 2014. Samtliga motioner avslogs, eftersom en riksdagsmajoritet inte gick att samla för motionerna. De återkommande motionerna blev i stället ett sätt att hålla frågan vid liv, fram till 2018 års överenskommelse i riksdagen.
Riksdagsledamoten Marianne Watz föreslog i motioner 2007–2009 att reformen skulle upphävas och ordensväsendet återinföras, men konstitutionsutskottet och kammaren avslog samtliga motioner.

## Upphävandet av Ordensreformen
2018 startade en process i riksdagen för att upphäva Ordensreformen, vilket slutligen ledde till att den upphävdes, se Belöningsreformen.